# 1 Близнецов
1 Близнецов (лат. 1 Geminorum) — тройная, предположительно переменная звезда в созвездии Близнецов на расстоянии приблизительно 152 световых лет (около 47 парсеков) от Солнца. Видимая звёздная величина звезды — от +5,15m до +5,1m.

## Характеристики
Первый компонент, 1 Близнецов A — жёлтый или оранжевый гигант спектрального класса G5III или K0III. Масса — около 1,94 солнечной, радиус — около 8,03 солнечных, светимость — около 51,34 солнечных. Орбитальный период с парой из второго и третьего компонентов на удалении в 9,4 а.е. — около 4878 суток (13,4 лет).
Второй компонент, 1 Близнецов Ba — жёлто-белая, предположительно переменная звезда спектрального класса F6IV. Масса — около 1,707 солнечной. Орбитальный период с третьим компонентом на удалении в 0,1234 а.е. — около 9,6 суток.
Третий компонент, 1 Близнецов Bb — жёлтый карлик спектрального класса G2V. Масса — около 1,012 солнечной.